# Everything (phần mềm)
Máy tìm kiếm Everything là phần mềm tìm kiếm tập tin và thư mục một cách nhanh chóng cho Windows phát triển bởi Voidtool. Không như những chương trình tìm kiếm khác, Everything chỉ đánh chỉ mục tên đối tượng, quá trình tìm kiếm gần như ngay tức thì. Bởi danh sách đối tượng được lấy từ bảng quản lý tập tin nên quá trình đánh chỉ mục rút ngắn lại còn vài giây đến vài phút.

## Đặc điểm
- Đánh chỉ mục nhanh, tốn ít tài nguyên,[2][3] không tìm kiếm nội dung tập tin
- Miễn phí[3]
- Chỉ đánh chỉ mục phân vùng NTFS
- Hỗ trợ tìm kiếm theo biểu thức chính quy
- Hỗ trợ tạo HTTP server để chia sẻ kết quả tìm kiếm